# Герб комуни Норртельє
Герб комуни Норртельє (швед. Norrtälje kommunvapen) — символ шведської адміністративно-територіальної одиниці місцевого самоврядування комуни Норртельє. 

## Історія
Герб місту був наданий привілеєм короля Густава ІІ Адольфа 1622 року. Місто Норртельє отримало цей же герб повторним королівським затвердженням 1942 року. Як герб комуни його зареєстровано 1974 року. 
Після адміністративно-територіальної реформи, проведеної в Швеції на початку 1970-х років, муніципальні герби стали використовуватися лишень комунами. Тому тепер цей герб представляє комуну Норртельє, а не місто.
Герби давніших адміністративних утворень, що увійшли до складу комуни, більше не використовуються.

Герб ландскомуни Шюгундра (1959–1966) Герб ландскомуни Рімбу (1967–1970)
Герб ландскомуни Гевере (1962–1970)

## Опис (блазон)
У срібному полі чорний якір рогами вгору.

## Зміст
Символ якоря підкреслює роль міста Норртельє у галузі судноплавства. Обернене положення якоря не мало жодного негативного змісту, а цим чином цей герб мав відрізнятися від подібних символів інших портових міст.